# Bavilliers
Bavilliers – miejscowość i gmina we Francji, w regionie Burgundia-Franche-Comté, w departamencie Territoire de Belfort. W 2017 roku populacja ówczesnej gminy wynosiła 4836 mieszkańców.